# مطار صفاقس طينة الدولي
مطار صفاقس طينة الدولي (بالفرنسية: Aéroport International de Sfax–Thyna) (إياتا: SFA، إيكاو: DTTX) هو مطار دولي يقع في إقليم بلدية طينة على بعد 6 كم من الجنوب الغربي لمدينة صفاقس ثاني أكبر مدينة في تونس، يرجع تاريخ إنشائه إلى عام 1980 ويمتد على مساحة 327 هكتار٬ وفي عام 2006 خدم المطار حوالي 74,000 راكباً٬ ويعتبر المطار أحد مقرات شركة الخطوط الجوية التونسية.

كما يعتبر أيضا المقر الرسمي لشركة سيفاكس أيرلاينز.

## تاريخ المطار
كان المطار سابقا قاعدة جوية للقوات المسلحة التونسية.ثم وقع تمديد وتوسيع محطة الطيران عام 1988 وتم بناء برج مراقبة جديد ومركز التقنية ليصبح مطار دولي.

### في الحرب العالمية الثانية
خلال الحرب العالمية الثانية، كان المطار معروفا تحت اسم مطار "Sfax Airfield"، وكان يستخدم من قبل وحدات القوات الجوية لجيش الولايات المتحدة خلال حملة شمال أفريقيا.
- مجموعة العمليات 12 ــ 15 أفريل-2 جوان 1943 ــ بي-25 ميتشل.
- مجموعة العمليات 340 ــ 15 أفريل-2 جوان 1943 ــ بي-25 ميتشل.

## خطوط وشركات الطيران
| شركات الطيران                         | الوجهات                                                   |
| ------------------------------------- | --------------------------------------------------------- |
| سيفاكس أيرلاينز                       | جدة، إسطنبول، ليون، الدار البيضاء، نيس، باريس شارل ديغول. |
| الخطوط التونسية                       | باريس أورلي.                                              |
| الخطوط التونسية السريعة               | مصراتة، طرابلس، تونس قرطاج.                               |
| الشركة التونسية للنقل والخدمات الجوية | وجهات حسب أو على الطلب.                                   |
| الخطوط الجوية الليبية                 | مصراتة، طرابلس.                                           |
| غدامس للنقل الجوي                     | طرابلس.                                                   |
| الخطوط الجوية الأفريقية               | طرابلس، مصراتة، بنغازي.                                   |

## إحصائيات
| السنوات       | 2015   | 2019    | 2024    |
| ------------- | ------ | ------- | ------- |
| عدد المسافرين | 75.765 | 132.758 | 157.350 |
| عدد الرحلات   |        |         | 3.473   |
| المصادر       | [ 4 ]  | [ 5 ]   | [ 6 ]   |

## اقرأ أيضاً
- قائمة مطارات تونس
- مطار تونس قرطاج الدولي